# Хорея Козацька
Хорея Козацька — музичний колектив стародавньої музики з Києва. Гурт виконує музику різних періодів української історії  — Середньовіччя, ренесанс, бароко, класицизм, романтизм та окремі твори ХХ століття, демонструючи різні пам'ятки української культури. Пріоритетними напрямками для гурту є героїчний епос, давня автентична традиція. У 2023 році гурт став лауреатом Шевченківської премії.

## Історія колективу
Гурт «Хорея Козацька» виник у 2005 році в Києві. Назва колективу запозичена із назви музичної пам'ятки «Chorea Kozacky», яку знайшли у клавірній табулатурі 1640-го року музичного архіву Братислави у Словаччині. Ідея створення «Хореї Козацької» належить Тарасові Компаніченку — лідеру гурту, заслуженому артисту України, кобзарю, лірнику, композитору, мистецтвознавцю та музикознавцю та Юркові Фединському, українсько-американському бандуристу, композитору, продюсеру народних ансамблів, майстру музичних інструментів, звукорежисеру, культурному активісту й педагогу.
Репертуар охоплює пісні з різних епох: від пізнього середньовіччя до кінця ХХ століття. Особливої уваги в «Хореї» надають давній епічній традиції. Жанрова різноманітність творів — широка: думи, історичні, героїчні та повстанські пісні, гімни, псалми, канти, духовні концерти.
Гурт має багато композицій на слова та музику поетів — Григорія Сковороди, Тараса Шевченка, Феофана Прокоповича, Степана Руданського, Івана Багряного, Василя Стуса тощо; відомих композиторів — Миколи Лисенка, Кирила Стеценка, Михайла Гайворонського, Григорія Китастого. Своєю творчою діяльністю колектив прагне представити лицарську, інтелектуальну частину національної культури, показати українське в правдивому світлі.
«Хорея Козацька» виконує пісні, знайдені у архівах, рукописних та друкованих збірниках. Крім того, учасники гурту займаються реконструкцією давньої української музичної спадщини. Ця справа вимагає від музикантів ретельного дослідження і знання музичного контексту доби, до якої належить певний твір. Митці впевнені, що гідне продовження може ґрунтуватися лише на досконалих знаннях традиції. Багато пісень, до яких не збереглися ноти, озвучив Тарас Компаніченко.

## Виступи
Колектив знаний як в Україні, так і за кордоном — «Хорея» активно гастролює в Україні та поза її межами, зокрема у Польщі, Швейцарії, Фінляндії, Австрії, Німеччині, Лівані, Індії, неодноразово їх запрошували на фестиваль «Український тиждень» у Баварії.

## Учасники
- Тарас Компаніченко (кобза Вересая, старосвітська бандура, уд, ренесансна лютня, барокова лютня, колісна ліра, ударні, спів)
- Северин Данилейко (басоля, віолончель, тамбурин, суремка, бас-барабан, спів). Поза «Хореєю» є постійним учасником гурту «Гуляйгород»
- Сергій Охрімчук (скрипка, фідель, спів)
- Ярослав Крисько (старосвітська бандура, барабан, віуела, гітара, лютня Вандерфогель, колісна ліра, тамбурин, спів)
- Максим Бережнюк (сопілки, сурма, дуда, дерев'яні флейти, шалмей, кларнет, блокфлейти, ударні, спів)
- Святослав Силенко (старосвітська бандура, лютня Вандерфогель, кобза Вересая, сопілка, спів)

#### Колишні учасники
- Михайло Качалов (фідель, колісна ліра, блокфлейти, пилка, тамбурин, спів)
- Данило Перцов (пандора, джаламаї, цинк, лізард, співний корнет, поморт, шалюмо, волинка, блокфлейти, дерев'яні флейти, флейтраверс, тромбон, піаніно, спів)
- Вадим «Ярема» Шевчук (українська ліра, німецька ліра, блокфлейти, дуда, старосвітська бандура, спів)
- Любов Плавська (дойра, даф, тамбурин, шалмей, блокфлейти, спів)
- Ірина Данилейко (спів, бубон)
- Іванна Данилейко (спів, тамбурин, колісна ліра)
- Маруся Данилейко (спів)
- Юрій Фединський (старосвітська бандура, кобза Вересая, басоля, торбан, бубон, морінхур, спів)
- Олексій Кабанов (колісна ліра, цимбали, сантур)

## Дискографія
| Назва                         | Тип                | Рік  | Лейбл              |
| ----------------------------- | ------------------ | ---- | ------------------ |
| «Карміна Сарматіка»           | Повноцінний альбом | 2009 | САМЕ ТАК!          |
| «Рицер Смілостю Упоєнний»     | Повноцінний альбом | 2009 | САМЕ ТАК!          |
| «Terra cosacorum»             | Повноцінний альбом | 2010 | Арт Велес          |
| «Бенкет Духовний»             | Повноцінний альбом | 2012 | Живий Звук Рекордс |
| «De Libertate»                | Повноцінний альбом | 2018 | Кофеїн             |
| «Пісні Української революції» | Повноцінний альбом | 2019 | Комора             |